# Pimelodina
Pimelodina is een monotypisch geslacht van straalvinnige vissen uit de familie van de antennemeervallen (Pimelodidae).

## Soort
- Pimelodina flavipinnis Steindachner, 1876